# Communauté de communes du Haut Val-d’Oise
Die Communauté de communes du Haut Val-d’Oise ist ein französischer Gemeindeverband mit der Rechtsform einer Communauté de communes im Département Val-d’Oise in der Region Île-de-France. Sie wurde am 25. Oktober 2004 gegründet und besteht aktuell aus neun Gemeinden. Der Verwaltungssitz befindet sich im Ort Beaumont-sur-Oise.

## Historische Entwicklung
Per 1. Januar 2017 trat die Gemeinde Noisy-sur-Oise von der ehemaligen Communauté de communes Carnelle Pays-de-France (vor 2017) dem hiesigen Verband bei.

## Mitgliedsgemeinden
| Gemeinde                                  | Einwohner 1. Januar 2022 | Fläche km² | Dichte Einw./km² | Code INSEE | Postleitzahl |
| ----------------------------------------- | ------------------------ | ---------- | ---------------- | ---------- | ------------ |
| Beaumont-sur-Oise                         | 9.931                    | 5,60       | 1.773            | 95052      | 95260        |
| Bernes-sur-Oise                           | 2.703                    | 5,45       | 496              | 95058      | 95340        |
| Bruyères-sur-Oise                         | 4.907                    | 8,91       | 551              | 95116      | 95820        |
| Champagne-sur-Oise                        | 5.022                    | 9,45       | 531              | 95134      | 95660        |
| Mours                                     | 1.680                    | 2,45       | 686              | 95436      | 95260        |
| Nointel                                   | 887                      | 3,20       | 277              | 95452      | 95590        |
| Noisy-sur-Oise                            | 582                      | 3,79       | 154              | 95456      | 95270        |
| Persan                                    | 14.348                   | 5,14       | 2.791            | 95487      | 95340        |
| Ronquerolles                              | 890                      | 4,74       | 188              | 95529      | 95340        |
| Communauté de communes du Haut Val-d’Oise | 40.950                   | 48,73      | 840              | –          | –            |